# Piz Duleda
Il Piz Duleda (2.909 m s.l.m.) è una montagna delle Dolomiti situata all'interno del Parco naturale Puez-Odle, in provincia di Bolzano. È la seconda cima più alta del Gruppo del Puez, superata solo dal Piz de Puez.

## Salita alla vetta
La montagna può essere salita partendo dal Rifugio Puez in circa 1 ora e 30 minuti. Per farlo bisogna seguire verso ovest il sentiero dell'Alta via delle Dolomiti numero 2 e poi imboccare il sentiero 3B che porta in vetta al Duleda. Si può giungere in vetta anche dal lato ovest passando per la Forcella dla Roa o per la Forcella Forces De Sieles (e poi Furcela Nives) lungo dei sentieri che presentano dei tratti esposti attrezzati con corde fisse.

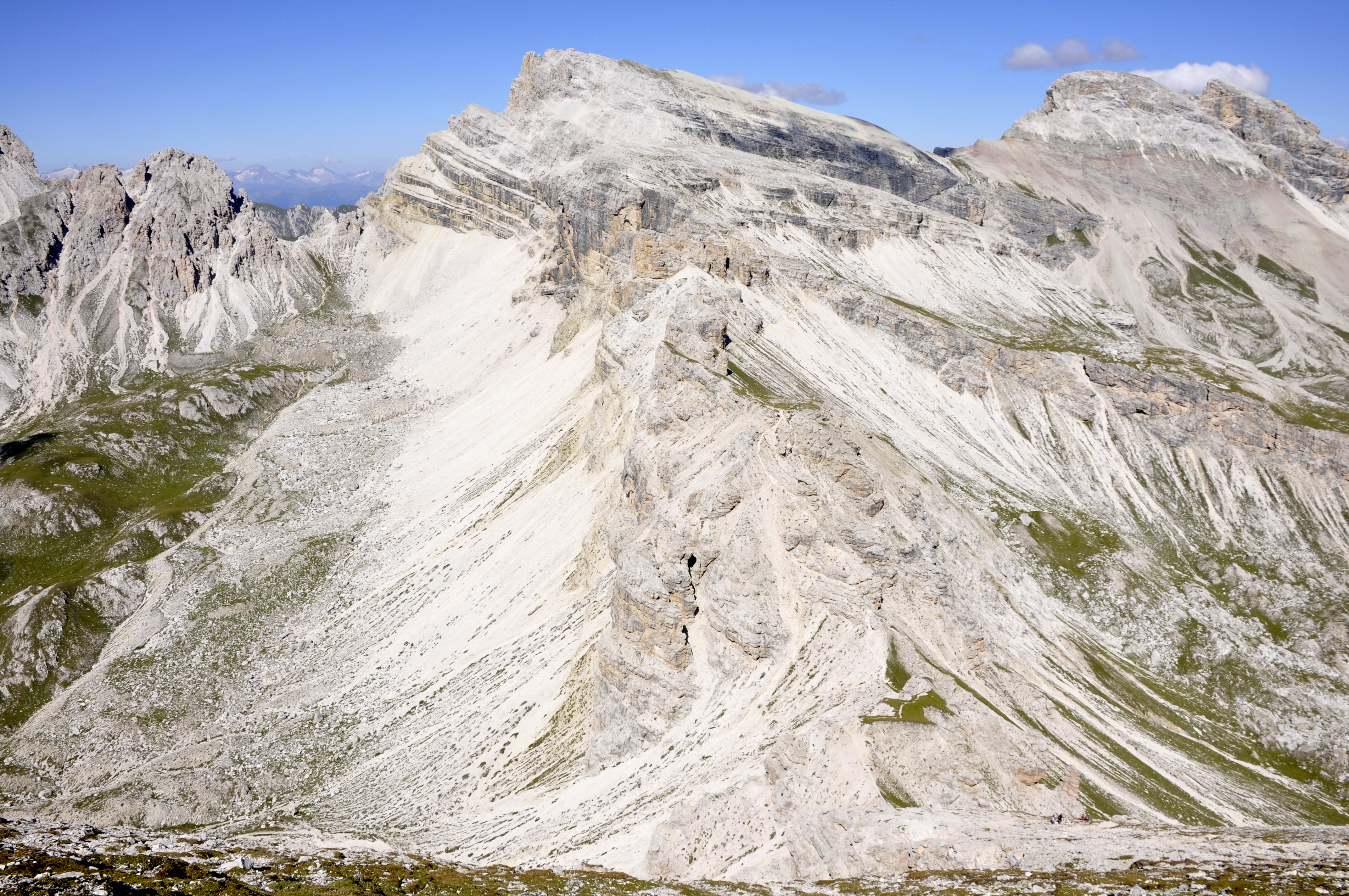
Il Piz Duleda, in centro, visto dal Col dala Pieres

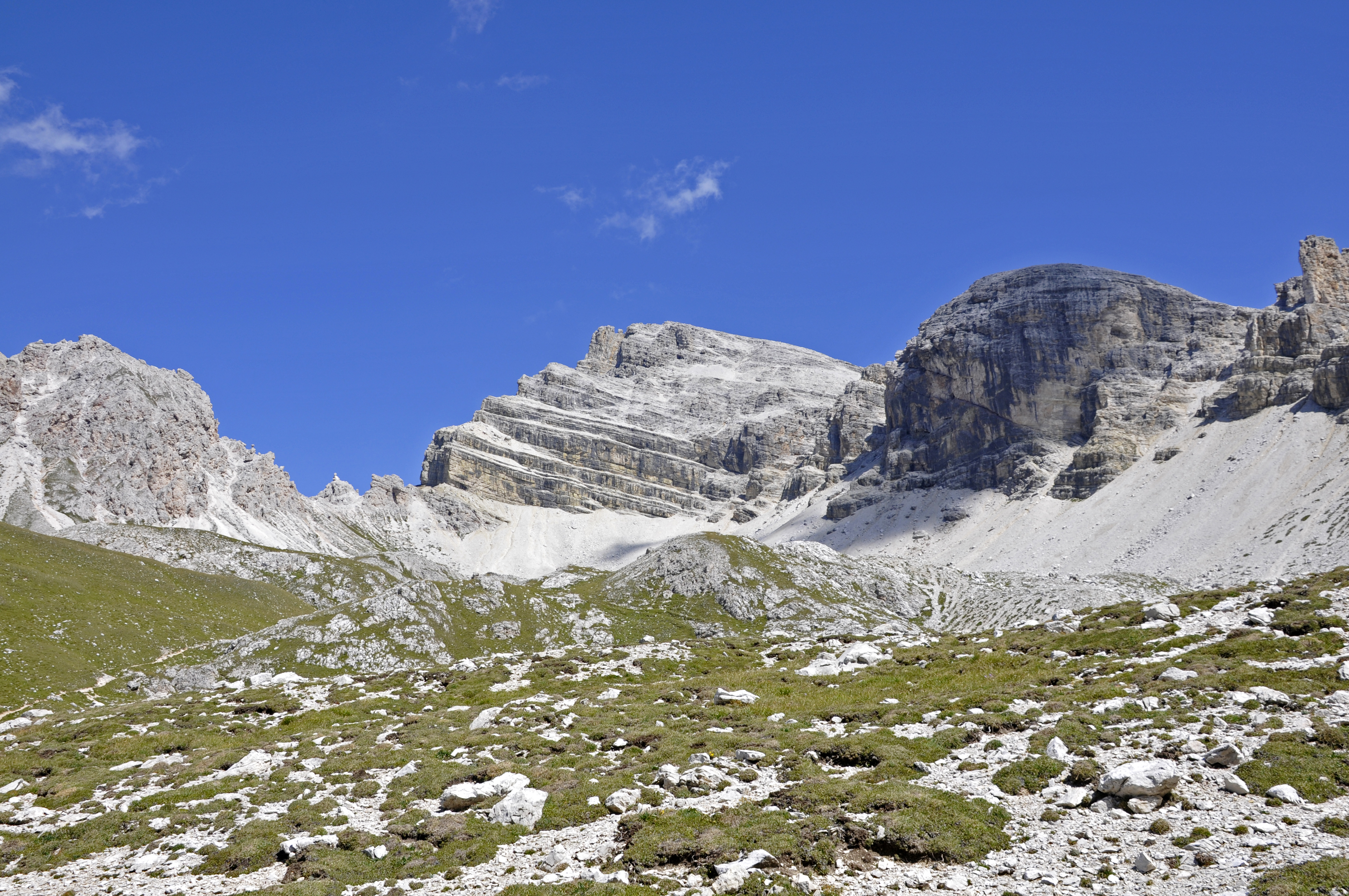
Il Piz Duleda nel centro visto dalla Val dala Roa